# Російський економічний університет імені Г. В. Плеханова
Російський економічний університет імені Плеханова (скорочено — РЕУ ім. Г. В. Плеханова, неформально — «Плеханівський університет», «Перший економічний», «Плеханівка») — один з найбільших економічних вузів і найстарший вищий навчальний заклад економічного профілю в Росії. Входить у п'ятірку кращих ВНЗ Росії, до топ-10 московських вузів з найвищим прохідним балом за підсумками прийому 2014 року, а також в топ-100 кращих ВНЗ країн BRICS за версією міжнародного рейтингового агентства QS. Згідно рейтингу «Експерт РА», посідає 4 місце за кількістю випускників у складі правління найбільших компаній Росії.
Розташований в центрі Москви, має розгалужену мережу філій в Росії і за кордоном.
Місія Російського економічного університету імені Р. В. Плеханова полягає у розвитку і поширенні знань в області економіки, менеджменту, інформатики, політології, підприємництва і права; в підготовці висококваліфікованих фахівців; у формуванні особистості, здатної стати лідером в глобальному співтоваристві; у вихованні гідного громадянина своєї країни, а також у наданні професійних послуг інвестиційним, комерційним, урядовим і неприбутковим організаціям.
Університет бере участь у численних міжнародних програмах у сфері університетського співробітництва, таких, як Асоціація університетів Європи, European Foundation for Management Development та ін.

## Історія

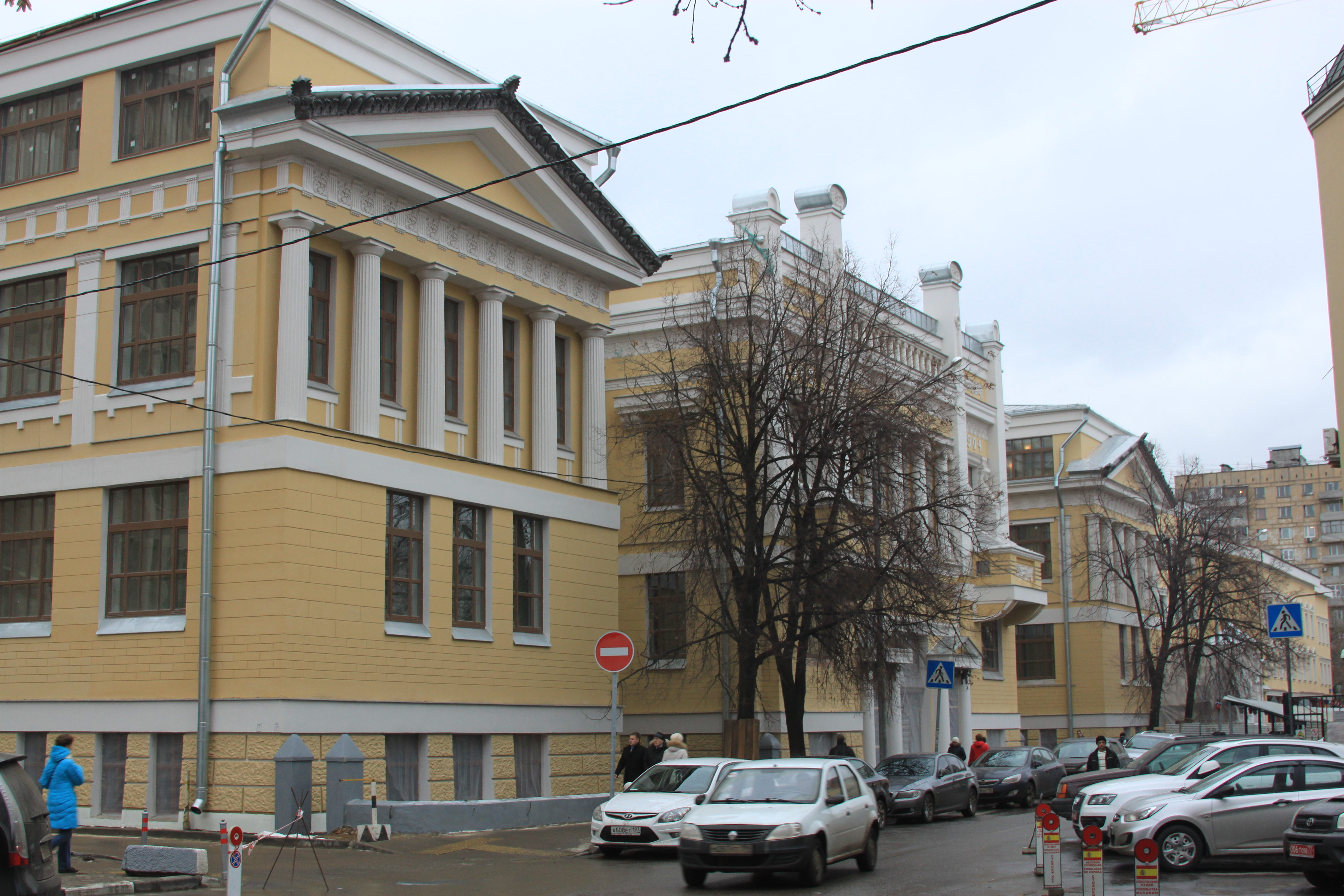
I навчальний корпус РЕУ

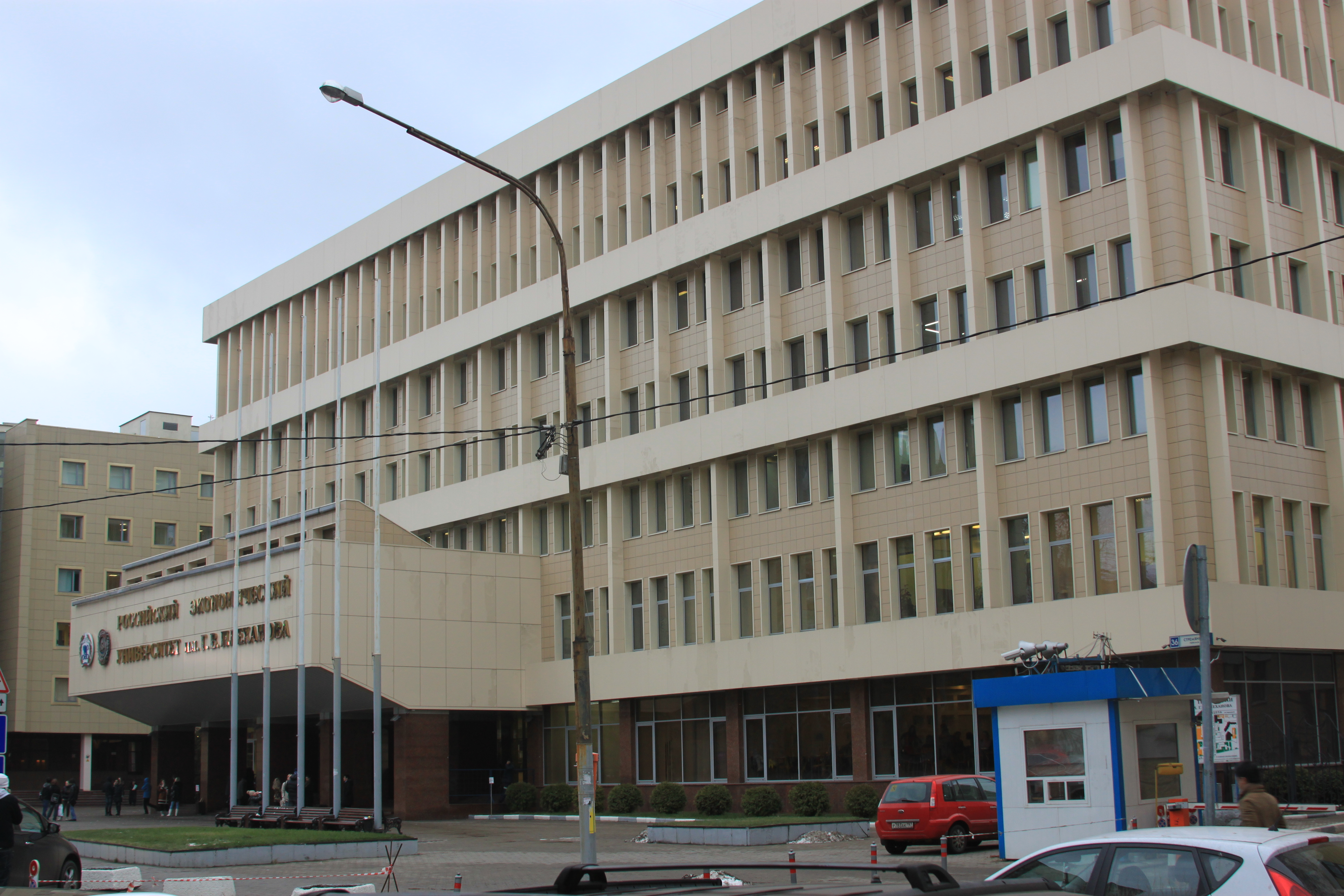
III навчальний корпус РЕУ

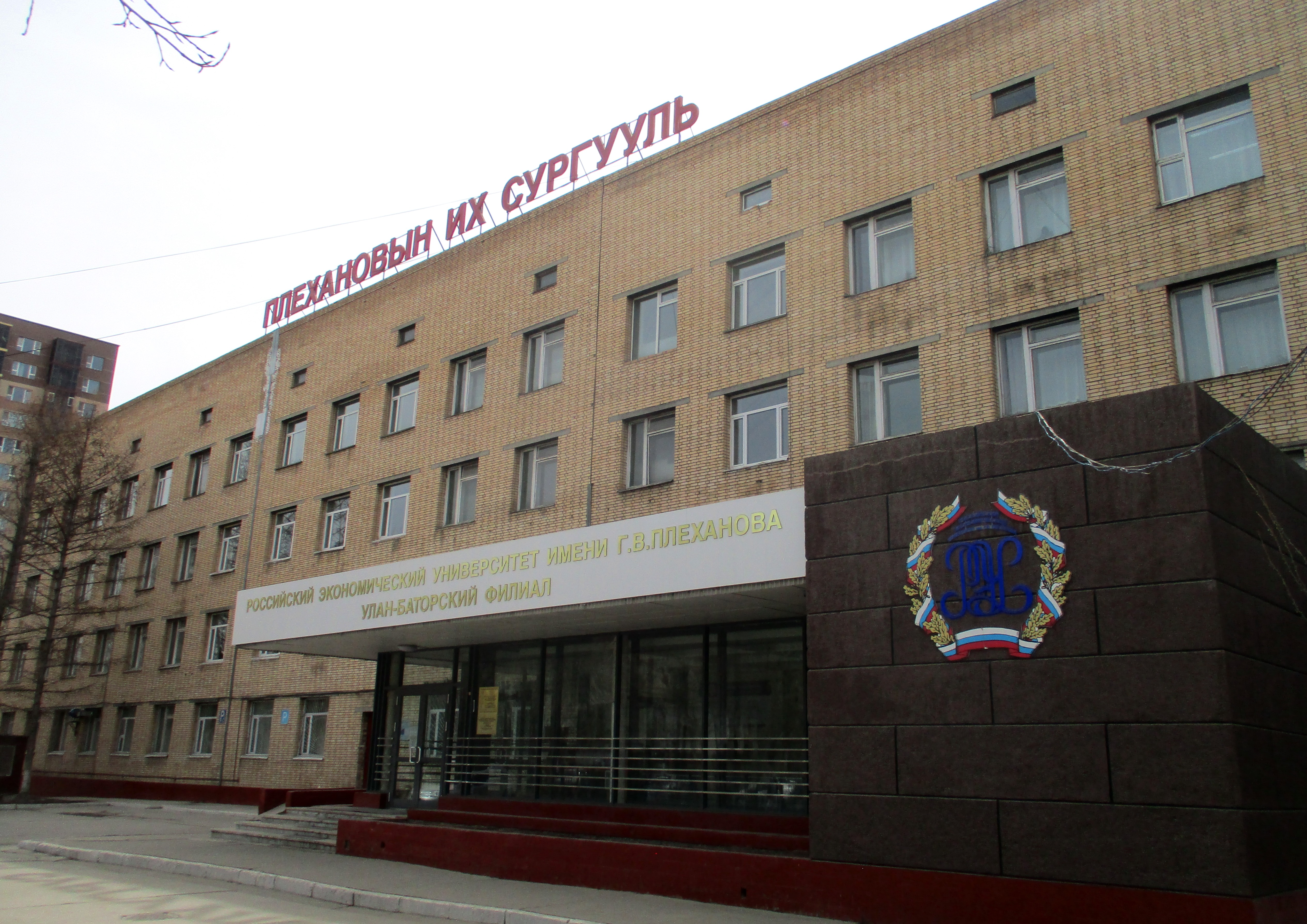
Улан-Баторська філія

Історія РЕУ ім. Р. В. Плеханова йде корінням в початок XX століття і безпосередньо пов'язана з діяльністю Московського товариства поширення комерційної освіти. Утворене в 1897 році московськими підприємцями і фінансистами на чолі з А. С. Вишняковим Товариство ставило своєю метою розвиток системи економічної освіти, яке на той момент існувало лише в зародковому вигляді. За перші кілька років свого існування Товариство відкрило у Москві кілька торгових класів і два комерційні училища (чоловіче і жіноче). Для підготовки викладачів спеціальних дисциплін у 1903 році Товариством були також відкриті Вищі комерційні курси, через три роки перетворені в Московський комерційний інститут. Московське комерційне училище очолював А. Н. Глаголєв до своєї раптової смерті в 1906 році, не доживши менше року до того, як училищу було офіційно присвоєно ім'я Цесаревича Олексія і офіційний статус вищого навчального закладу. Офіційно присвоєння статусу вузу було підтверджено Наказом Міністерства торгівлі і промисловості від 19 лютого 1907 року — ця дата і вважається формальним «днем народження» РЕУ імені Цесаревича Олексія, згодом імені Плеханова.

### Російська імперія (1907—1919)
Отримавши статус вищого навчального закладу, Московський комерційний інститут став першим економічним внз Росії. На відміну від початкових курсів, основним завданням інституту була підготовка управлінців і економістів високої кваліфікації для швидкозростаючих галузей народного господарства країни. Соціально-економічний розвиток Росії наприкінці XIX — початку XX століть поставило в число першочергових завдань необхідність підготовки економістів, фінансистів, комерсантів, товарознавців, інженерів. До 1917 року Московський комерційний інститут став найбільшою вищою школою Росії економічного профілю. У 1917 році тут навчалося понад 6,5 тисяч осіб.

### Радянський період (1919—1991)
У 1919 році Московський комерційний інститут був націоналізований, об'єднаний з комерційними училищами Суспільства і перейменований в Московський інститут народного господарства (МІНХ) імені Карла Маркса. Трохи пізніше, в 1924 році, за пропозицією Д. Б. Рязанова назва інституту знову було змінено — створювалася плутанина між «нархозом» та Інститутом Маркса і Енгельса. МІНХ отримав ім'я Георгія Валентиновича Плеханова.
У 1930-ті роки на базі окремих факультетів інституту створено ряд вищих навчальних закладів — Московський енергетичний інститут, Московський хіміко-технологічний інститут м'ясної промисловості, Московський інститут харчової промисловості, Московський економіко-статистичний інститут та ін. В роки Великої Вітчизняної війни МІНХ імені Р. В. Плеханова єдиним з усіх московських економічних вузів Москви не був евакуйований і продовжував роботу, проводячи не тільки підготовку студентів, але і дослідження в інтересах оборонної промисловості.
9 березня 1957 року був опублікований Указ Президії Верховної Ради СРСР про нагородження Московського інституту народного господарства ім. Р. В. Плеханова орденом Трудового Червоного Прапора. У 1961 році відбулося об'єднання з Московським державним економічним інститутом. В результаті їх об'єднання відбулася реорганізація значної кількості кафедр і відділів, було створено вісім факультетів і близько сорока кафедр, введені нові дисципліни.

### Сучасність
13 серпня 1991 року Постановою Ради Міністрів РРФСР МІНХ імені Р. В. Плеханова отримав статус академії і нова назва — Російська економічна академія імені Р. В. Плеханова. 17 липня 2010 року Академії було присвоєно університетський статус: Наказом Міністерства освіти й науки РФ № 883 від 26 серпня 2010 року РЭА їм. Р. В. Плеханова була офіційно перейменована в Російський економічний університет. 21 грудня 2012 року згідно з наказом Міністерства освіти і науки до складу РЕУ ім. Р. В. Плеханова введений Російський державний торговельно-економічний університет.
У 2014 році агентство «Експерт РА» присвоїло вузу рейтинговий клас «С», що означає «високий рівень» підготовки випускників.
11 березня 2015 року Міносвіти Росії підписано наказ про приєднання МЕСІ (Московський державний університет економіки, статистики та інформатики) до РЕУ імені Р. В. Плеханова. Раніше з пропозицією про об'єднання вузів в Міносвіти Росії звернулися Вчені ради освітніх організацій. 17 лютого питання про об'єднання був розглянутий на засіданні Комісії з оцінки наслідків прийняття рішення про реорганізацію федеральної державної освітньої організації при Міносвіти Росії. За підсумками обговорення оцінки всіх ризиків, перспектив і потенціалів злиття з участю представників Департаменту освіти р. Москви, Ради ректорів вузів р. Москви і Московської області, Міносвіти Росії, РЕУ імені Р. В. Плеханова і МЕСІ, Комісія одноголосно схвалила проведення реорганізації шляхом приєднання МЕСІ до РЕУ імені Р. В. Плеханова. Мінобрнауки Росії, в свою чергу, буде контролювати дотримання прав студентів і викладачів освітніх організацій і сам процес об'єднання. На базі об'єднаного внз буде створено провідний дослідний економічний університет.

### Ректори
| Період      | Ректор            |
| ----------- | ----------------- |
| 1907 — 1917 | П. І. Новгородцев |
| 1919 — 1921 | Д. М. Генкін      |
| 1922 — 1925 | Н. І. Челяпов     |
| 1925 — 1927 | И. Т. Смілга      |
| 1927 — 1929 | А. Б. Халатов     |
| 1932 — 1937 | М. И. Лацис       |
| 1940 — 1950 | М. Х. Вартанян    |
| 1950 — 1955 | А. И. Попов       |
| 1955 — 1969 | А. І. Фефілов     |
| 1969 — 1986 | Б. М. Мочалов     |
| 1987 — 1990 | В. П. Грошев      |
| 1990 — 2008 | В. І. Відяпін     |
| 2008 — н.в. | В. І. Гришин      |

## Філії
Російський економічний університет має безліч філій на території РФ і ближнього зарубіжжя.
Раніше володів філіями в Бішкеку в Киргизстані, містах Дмитрів, Лосино-Петровський і Серпухов Московської області, містах Балаково і Маркс Саратовської області, в Абакані, Архангельську, Барнаулі, Бєлгороді, Дербенті, Єкатеринбурзі, Казані, Калінінграді, Красноярську, Курську, Іркутську, Нижньому Новгороді, Новосибірську, Омську, Ростові-на-Дону, Рязані, Самарі, Твері, Улан-Уде, Уфі, Челябінську, Елісті, Южно-Сахалінську.

## Інфраструктура
Університет володіє великим комплексом будівель в Замоскворіччі, в крокової доступності від станцій метро Серпуховская, Добринінська і Павелецька. Більшість будівель розташовується в кварталі, обмеженому вулицею Зачепа, Стремянным і Строченовским провулками і Зацепским тупиком.
Комплекс налічує 12 будівель: 6 навчальних корпусів, 3 адміністративних, конгрес-центр, комбінат харчування та гуртожиток. Загальна площа всіх університетських будівель становить 106 438,5 м2, з них левова частка (79 615 м2 або 74,8 % загальної площі) припадає на навчальні корпуси.

## Професорсько-викладацький склад
Станом на 1 квітня 2014 року, професорсько-викладацький склад РЕУ ім. Р. В. Плеханова налічує 1 427 викладачів, з яких 1 153 людини (80,8 %) мають вчені ступені (доктора наук — 360 осіб, кандидата наук — 793). У складі ППС Університету 208 професорів і 445 доцентів.
В РЕУ ім. Р. В. Плеханова працюють 33 дійсні члени і члени-кореспонденти різних галузевих академій наук (двоє з них — академіки РАН: Ст. Ст. В.івантер і Н. В. Хасбулатов). Крім того, у складі ППС університету налічується 18 заслужених працівників вищої школи РФ, 74 почесних працівника вищої професійної освіти РФ, 4 заслужених будівельника РФ, 1 почесний працівник науки і техніки РФ, 18 заслужених діячів науки РФ, 2 почесних працівника МІНПРАЦІ Росії, 2 почесних працівника освіти р. Москви, 1 заслужений працівник торгівлі РФ і 1 заслужений юрист РФ. 122 співробітники мають внутрішнє звання Ветерана праці РЕУ ім. Р. В. Плеханова.
Середній вік викладачів за даними 2013 року становив 51 рік.

## Діяльність

### Освітня діяльність
В РЕУ реалізуються різні за термінами та формами навчання освітні програми вищої професійної освіти за напрямами «Економіка», «Менеджмент», «Фінанси і кредит», «Політологія», «Юриспруденція», «Прикладна інформатика», «Державне і муніципальне управління», «Реклама і зв'язки з громадськістю» та ін.
До навчального і наукового процесу активно залучаються іноземні викладачі, спеціалісти та вчені. Навчання за 3 програмами бакалаврату та 7 програм магістратури ведеться повністю іноземною мовою. Укладені договори щодо обміну студентами та співробітництва за програмами подвійного і потрійного диплома з сімнадцятьма зарубіжними вузами.
Станом на вересень 2016 року основний навчальний процес в університеті здійснюється на 14 факультетах::
1. Фінансовий факультет.
2. Факультет маркетингу.
3. Факультет менеджменту.
4. Факультет економіки і права.
5. Факультет математичної економіки, статистики та інформатики.
6. Факультет «Міжнародна школа бізнесу та світової економіки»
7. Факультет готельно-ресторанної, туристичної та спортивної індустрії.
8. Факультет "Плеханівська школа бізнесу « Integral»
9. Факультет «Бізнес-школа маркетингу і підприємництва»
10. Факультет економіки торгівлі та товарознавства.
11. Факультет дистанційного навчання.
12. Факультет електронного навчання.
13. Факультет додаткової професійної освіти
14. Інститут управління і соціально-економічного проектування

Структура факультетів в цілому відповідає основним напрямкам освітньої діяльності Університету. Реалізація навчального процесу здійснюється викладачами, які працюють у складі 66 кафедр.

### Науково-дослідницька діяльність
У складі РЕУ ім. Р. В. Плеханова успішно діють 11 науково-дослідних інститутів (НДІ), 6 наукових шкіл, 3 наукові лабораторії і Ситуаційний центр соціально-економічного розвитку Росії і регіонів РФ, який забезпечує проривні можливості інноваційного розвитку освітньої діяльності та підвищення результативності наукової роботи. РЕУ належить безліч патентів на різні новації в обробці їжі, на послуги та товари промислового призначення та ін. протягом минулих 5 років викладачами РЕУ ім. Р. В. Плеханова видано понад 30 книг, 60 зборів статей, 280 підручників, 1500 статей.

### Міжнародна діяльність
За свою новітню історію РЕУ накопичив багатий досвід міжнародної діяльності, а пропоновані Університетом освітні програми користується попитом не тільки в Росії, але і за кордоном. Так, в Університеті за програмами підготовки бакалаврів, магістрів і аспірантів навчається понад 600 іноземних студентів з понад 40 країн світу. Університет активно розвиває міжнародне співробітництво в галузі студентських обмінів.
РЕУ має 108 двосторонніх угод з університетами та дослідними інститутами з 38 країн світу.

## Студентська рада
Студентська рада РЕУ ім. Р. В. Плеханова був заснований у 20 листопада 1997 р.
У Студентська рада університету входять 12 активів факультетів, а також 8 комітетів:
- Культурно-масовий комітет
- Навчально-адміністративний комітет
- Студентське наукове товариство
- Соціально-побутової комітет
- Центр зовнішніх зв'язків і комунікацій
- Спортивний комітет
- Фотоклуб
- Клуб веселих і кмітливих

Також Студентська рада РЕУ ім. Р. В. Плеханова працює за напрямками:
- Тренінг-центр
- Студентські загони
- Інформаційно-рекламна служба
- Студентська рада гуртожитку
- Робота зі спонсорами

## Відомі випускники

### Державні та громадські діячі
- Бельянінов Андрій Юрійович, керівник Федеральної митної служби.
- Бабанов Омурбек Токтогуловіч, прем'єр-міністр Киргизстану.
- Богданов Андрій Володимирович, кандидат на пост президента РФ на виборах 2008 року, голова Демократичної партії Росії в 2005—2008 роках.
- Голікова Тетяна Олексіївна, Голова Рахункової палати Російської Федерації з 2013 р, перший заступник Міністра фінансів Російської Федерації (2002—2004), Міністр охорони здоров'я і соціального розвитку Російської Федерації (2007—2012).
- Дергунова Ольга Костянтинівна, заступник міністра економічного розвитку РФ — глава Федерального агентства з управління державним майном з 2012 р, президент Microsoft в Росії і СНД (2004—2007).
- Дьяков Валентин Олександрович, заступник Голови Ради Міністрів Української РСР.
- Каноков Арсен Башіровіч, російський державний діяч, представник парламенту КБР в Раді Федерації, з 28 вересня 2005 року по 6 грудня 2013 року — глава Кабардино-Балкарської Республіки.
- Кондрашов Петро Дмитрович, перший заступник міністра торгівлі СРСР.
- Лівшиць Олександр Якович, міністр фінансів РФ, заступник голови Уряду РФ в 1996—1997 рр., Віце-президент холдингу «Російський Алюміній» в 2001—2013 рр.
- Ліксутов Максим Станіславович, мультимільйонер, заступник мера Москви з питань транспорту та розвитку дорожньо-транспортної інфраструктури міста Москви.
- Магомедов Магомедсалам Магомедалієвич, заступник керівника Адміністрації Президента Російської Федерації.
- Первухин Михайло Георгійович, член Президії ЦК КПРС в 1952—1957 рр., Перший заступник Голови Ради Міністрів СРСР в 1955—1957 рр.
- Суслов Михайло Андрійович, член Політбюро, Президії ЦК КПРС в 1952—1953 і 1955—1982 рр., Секретар ЦК КПРС в 1947—1982 рр.
- Топілін Максим Анатолійович, Міністр праці та соціального захисту Російської Федерації.
- Тюрякулов Назір Тюрякуловіч, радянський партійний, державний діяч, дипломат, журналіст, філолог, генеральний консул (пізніше посол) СРСР в Королівстві Хіджаз, Неджд і приєднаних областях (пізніше — Королівство Саудівська Аравія) «в 1928—1936 рр.
- Успасскіх Віктор Вікторович, підприємець і політичний діяч, лідер Трудової партії Литви, депутат Європарламенту від Литовської Республіки.
- Франчук Ігор Анатолійович, український політик, керівник „Чорноморнафтогаз“ в 2001—2006 рр.
- Юр'єв Євген Леонідович, підприємець, радник президента Російської Федерації.
- Явлінський Григорій Олексійович, лідер партії „Яблуко“ в 1993—2008 рр., Кандидат на пост президента РФ на виборах 1996 і вибори 2000 рр.

### Представники бізнесу
- Горьков Сергій Миколайович, голова Зовнішекономбанку.
- Грайфер Валерій Ісаакович, голова Ради директорів ВАТ „ЛУКОЙЛ“, заступник Міністра нафтової промисловості СРСР в 1985—1990 рр.
- Гуцерієв Михайло Сафарбековіч, підприємець, власник компаній „Русснефть“, „Російське вугілля“, „Моспромстрой“, а також GCM Global Energy Inc., яка видобуває нафту в Азербайджані і Казахстані.
- Дерипаска Олег Володимирович, мільярдер, власник компанії „Базовий елемент“, президент ГК „РУСАЛ“, засновник Фонду підтримки соціальних інновацій „Вільна справа“, в 2008 році був названий найбагатшим росіянином.
- Донських Андрій Михайлович, заступник Голови Правління Сбербанку Росії.
- Задорнов Михайло Михайлович, Президент банку ВТБ 24, міністр фінансів РФ в 1997—1999 рр.
- Зосімов Борис Гурійович, президент „Universal Music (Russia)“, колишній генеральний директор „MTV Росія“.
- Звєрєв Сергій Олександрович, голова Ради директорів „КРОС, заступник голови Громадської ради при Міністерстві оборони РФ, завідувач кафедри інтегрованих комунікацій Наукового дослідницького університету“ Вища Школа Економіки».
- Идрисов Арсен Еміевіч, керуючий директор нафтової компанії «Альянс».
- Каплун Герман Володимирович — засновник РБК
- Лебедєв Платон Леонідович, співвласник і член правління компанії «ЮКОС» в 1997—2004 рр.
- Леонтьєв Михайло Володимирович, російський журналіст, ведучий телепередачі «Однако», віце-президент корпорації «Роснефть».
- Магнітський, Сергій Леонідович.
- Мамин Аскар Узакпаевіч, Президент АТ «Казахстанські залізниці», Міністр транспорту і комунікацій Республіки Казахстан.
- Мельниченко Андрій Ігорович, мільярдер, голова ради директорів і співвласник «Єврохім», «СУЕК», «СГК».
- Михайлов Сергій Анатолійович, член ради директорів ВАТ «Лукойл».
- Парамонова Тетяна Володимирівна, генеральний директор страхового товариства АТ «ЖАСО», заслужений економіст Російської Федерації, і. о. голови Центрального банку РФ в 1994—1995 рр., заступник керуючого від РФ в Міжнародному валютному фонді в 2000—2007 рр.
- Уринсон Яків Мойсейович, голова ради директорів ВАТ «Стратегія», заступник голови правління ВАТ «Роснано», Міністр економіки РФ в 1997—1998 рр.
- Ходорковський Михайло Борисович, співвласник і глава компанії «ЮКОС» в 1997—2004 рр.
- Шаповальянц Андрій Георгійович, голова ради директорів «КамАЗ», міністр економіки РФ в 1998—2000 рр.
- Шефлер Юрій Вікторович, російський мільярдер, горілчаний магнат.
- Яковлєв Андрій Геннадійович, генеральний директор «Глобус Гурме».